# فرانك أوليفر (لاعب كرة قدم أمريكية)
فرانك أوليفر (بالإنجليزية: Frank Oliver)‏ هو لاعب كرة قدم أمريكية أمريكي، ولد في 3 مارس 1952 في ويتومبكا في الولايات المتحدة.

## وصلات خارجية
- فرانك أوليفر على موقع مرجع كرة القدم المحترفة.كوم (الإنجليزية)